# TDT–Unibet Cycling Team
TDT–Unibet Cycling Team (UCI kód: TDT) je nizozemský cyklistický UCI ProTeam, jenž vznikl v roce 2023 jako UCI Continental tým. Zakladatelem týmu je nizozemský youtuber a bývalý profesionální cyklista Bas Tietema, jenž za tým v úvodní sezóně i závodil a od roku 2024 působí jako sportovní ředitel.
V říjnu 2023 UCI oznámila, že tým TDT–Unibet Cycling Team požádal o UCI ProTeam licenci pro sezónu 2024. V prosinci téhož roku UCI oznámila, že týmu udělila UCI ProTeam licenci pro sezónu 2024.

## Soupiska týmu
K 1. lednu 2024
- Joren Bloem (NED) (* 21. prosince 1999)
- Davide Bomboi (BEL) (* 27. března 2000)
- Jordy Bouts (BEL) (* 8. srpna 1996)
- Martijn Budding (NED) (* 31. srpna 1995)
- Cedrik Bakke Christophersen (NOR) (* 11. prosince 2001)
- Hartthijs de Vries (NED) (* 11. července 1996)
- Owen Geleijn (NED) (* 14. ledna 2001)
- Axel Huens (FRA) (* 5. září 2001)
- Baptiste Huyet (FRA) (* 6. července 2000)
- Kevin Inkelaar (NED) (* 8. července 1997)
- Jelle Johannink (NED) (* 22. října 1996)
- Tomáš Kopecký (CZE) (* 8. dubna 2000)
- Zeb Kyffin (GBR) (* 23. února 1998)
- Lander Loockx (BEL) (* 25. dubna 1997)
- Adrien Maire (FRA) (* 17. listopadu 2000)
- Sebastian Nielsen (DEN) (* 27. srpna 2000)
- Charles Paige (GBR) (* 7. července 2001)
- Nicklas Amdi Pedersen (DEN) (* 3. srpna 1993)
- Abram Stockman (BEL) (* 31. července 1996)
- Andreas Stokbro (DEN) (* 8. dubna 1997)
- Adam Ťoupalík (CZE) (* 9. května 1996)